# Bender Should Not Be Allowed on TV
Bender Should Not Be Allowed On TV (рус. «Бендера Нельзя Пускать на ТВ») — шестой эпизод четвёртого сезона мультсериала «Футурама». Североамериканская премьера этого эпизода состоялась 3 августа 2003 года.

## Содержание
Кьюберт и Двайт мечтают сделать что-нибудь увиденное ими в телевизионных шоу. Кьюберта впечатляет День рождения Калькулона, показанный по ТВ, и он мечтает устроить себе такой же, но его смущает вопрос: существуют ли дни рождений у клонов? Профессор Фарнсворт отвечает на этот вопрос отрицательно, но предлагает устроить 13-й день рождения на следующей неделе — в тот день, когда он соскоблил клетки со своей спины для клонирования Кьюберта.
Тем временем приближается день рождения Двайта. Гермес решает объединить два праздника и отметить их в офисе, списав деньги на них как на «деловые расходы».
Между тем в шоу «Все мои детали» выходит из строя Антонио Калькулон-младший, и ему разыскивают замену. Бендер сообщает всем, что собирается пробоваться на эту роль. И его утверждают (не без помощи Фрая и Лилы).
Но Бендер с самого начала разочаровывается в своей роли: его персонаж по сценарию находится в коме. Он пытается импровизировать: начинает петь, танцевать и курить. Калькулон решает уволить Бендера, но робозамы (Execu-Bots) решают оставить робота в шоу, посчитав, что он принесет им прибыль. Бендер становится «звездой», не делая ничего нового, лишь куря, выпивая и воруя. Кьюберт, Двайт и даже маленький робот Малыш Тимми мгновенно начинают подражать новому кумиру. Обеспокоенные профессор и Гермес организовывают группу «Отцы Против Грубого Телевидения» («F.A.R.T.»). Трое мальчиков решают обокрасть Бендера, не решаясь начать курить или выпивать.
Кража сейфа из апартаментов «Robot Arms Apts.» удаётся, и трое маленьких друзей закатывают грандиозную вечеринку, но её прерывают отцы: профессор и Гермес. Первый с помощью «крутометра» (Cool-O-Meter'а) вынуждает детей во всём признаться. Внезапно из сейфа, украденного детьми, появляется сам Бендер (который, по-видимому, там спал) и пытается выгородить себя, но чуть погодя он всё осознает и говорит, что его нельзя пускать на ТВ. Он вступает в «F.A.R.T.» и организовывает марш протеста в Голливуде. Он желает уволиться, но корпорация удерживает его силой. Профессор пытается решить конфликт с помощью оружия, но потом заявляет, что «основные виновники таких происшествий — родители, которые попросту не могут выключить ТВ».
В конце эпизода весь экипаж собирается у телевизора, чтобы отметить это важное открытие.

## Персонажи
Список новых или периодически появляющихся персонажей сериала:
- Кьюберт Фарнсворт
- Двайт Конрад
- Донбот
- ЛаБарбара Конрад
- Малыш Тимми
- Калькулон
- Моник
- Линда
- Морбо
- Гипножаба
- Сэл
- Ужасный Студень
- Ужасный Студень-младший
- Блик
- Дебют: Антонио Калькулон-младший
- Дебют: Режиссёр

## Изобретения будущего
- Cool-O-Meter — «крутометр» (измеритель «крутизны»).
- Execu-Bots — робозамы (роботы-заместители) или дословно «роботы — исполнительные продюсеры» («Executive Produsers Bots»).

## Интересные факты